# Инсектицид
Инсектицид (на латински: insectum — насекомо и на латински: caedo – убивам) e токсичен химически препарат използван за унищожаване на вредни насекоми . Инсектицидите могат да бъдат класифицирани въз основа на техния химичен състав и според вида на токсикологичното им действие .  Инсектицидите са химични съединения с различен химичен състав и биват класифицирани в следните групи:
- хлорорганичн (ДДТ, хексахлоран и др.)
- фосфорорганични (тиофос, карбофос, метилмеркаптофос, дихлофос, диазинон и др.)
- производни на карбаминовата киселина (метилкарбамат)
- природни пиретрини
- синтетични пиретроиди
- арсенови съединения
- серни съединения
- минерални масла
- отрови с растителен произход съдържащи алкалоиди (анабазин, никотин и други.)

Такива вещества се използват предимно за борба с насекоми и други видове вредители . Инсектицидите могат да се използват като дезифектанти, но имат и други ефекти като стомашни натравяния при поглъщане и увреждане с токсични или отровни вещества при контакт с кожата .